# Patterson (Kalifornia)
Patterson – miasto w Stanach Zjednoczonych, w stanie Kalifornia, w hrabstwie Stanislaus.